# Batman: The Ride
 (novembre 2024).
Si vous disposez d'ouvrages ou d'articles de référence ou si vous connaissez des sites web de qualité traitant du thème abordé ici, merci de compléter l'article en donnant les références utiles à sa vérifiabilité et en les liant à la section « Notes et références ».
Ne doit pas être confondu avec l'attraction Batman: The Ride située à Six Flags México et conçue par Vekoma
Batman: The Ride sont des montagnes russes en métal inversées présentes dans de nombreux parcs d'attractions dont plusieurs de la chaîne Six Flags. L'attraction a été conçue par Werner Stengel et construite par Bolliger & Mabillard et a ouvert la première fois en 1992 à Six Flags Great America. C'est le premier modèle de montagnes russes inversées.
L'attraction existe aussi sous d'autres noms dans d'autres parcs comme le Vampire à La Ronde au Québec.

## L'attraction

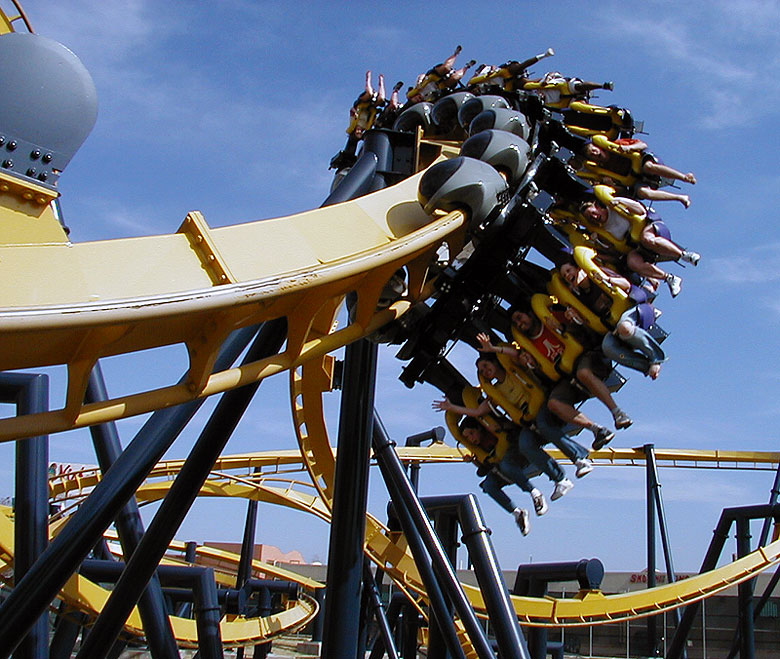
Batman : The Ride à Six Flags Over Texas.

Le parcours débute par une montée de 33 mètres (30 mètres pour certaines variantes) puis une chute de 24 mètres à une vitesse maximale de 80 km/h. Ensuite le train suspendu exécute cinq inversions.
Les concepteurs de Six Flags ont essayé de capturer l'essence de Batman et de son monde dans la file d'attente de l'attraction. Ainsi au début de la file, le visiteur est dans un parc de Gotham City. Une plaque indique ; « Dédié aux citoyens de Gotham City grâce à la générosité de Bruce Wayne. » Ce lieu donne l'illusion que la ville est agréable. Mais au détour de la rue, un mur bien entretenu arbore d'un côté des d'affiches publicitaires et de l'autre des graffitis et des tags empreints de violence. L'ambiance continue de se dégrader au fur et à mesure que le visiteur pénètre dans l'attraction. Le décor est inspiré de celui réalisé par Anton Furst pour le film Batman (1989), le décorateur avait reçu un Oscar pour son travail sur ce film.
Les visiteurs entrent dans un environnement vicié et corrompu par le crime avec des voitures épaves, des objets démontés, du ciment craquelé et même une voiture de la Police de Gotham City percée de balles grimpée sur un trottoir. Ensuite ils entrent dans un bâtiment comprenant à son extrémité un large ventilateur à l'instar de l'usine Axis Chemicals du film. Pendant l'attente sont diffusées les musiques de Danny Elfman et Prince composées pour le film.
Les véhicules et le parcours ont été repeints en noir et jaune, comme à son ouverture.
Sur les murs de l'attraction, dans le Gotham City Park, apparaissent les noms de Walter Bolliger et Claude Mabillard, fondateur de l'entreprise qui a conçu l'attraction. De même, apparaît le nom de Jim Wintrode directeur de l'époque du parc Six Flags Great America. Ce dernier serait à l'origine de l'idée des montagnes russes inversées.

## Déclinaison de l'attraction
Attractions homonymes et identiques :
- Batman: The Ride à Six Flags Great America (9 mai 1992)
- Batman: The Ride à Six Flags St. Louis (22 avril 1995)
- Batman: The Ride à Six Flags New Orleans (12 avril 2003), relocalisé à Six Flags Fiesta Texas sous le nom Goliath.

Attractions homonymes mais au parcours légèrement différent :
- Batman: The Ride à Six Flags Great Adventure (1er mai 1993)
- Batman: The Ride à Six Flags Magic Mountain (26 mars 1996)
- Batman: The Ride à Six Flags Over Georgia (3 mai 1997)
- Batman: The Ride à Six Flags Over Texas (26 mai 1999)

Attractions identiques nommées différemment :
- Vampire à La Ronde (18 mai 2002), Québec
- Shadows of Arkham à Parque Warner Madrid, en Espagne.

## Autres attractions homonymes
- Batman: The Ride, des montagnes russes inversées du parc Six Flags Mexico. Mais il s'agit là du modèle SLC 689 de Vekoma.
- Batman: The Ride est aussi le nom d'une attraction de réalité virtuelle à Parque Warner Madrid, toutefois le Bat-véhicule situé à l'entrée n'est pas une batmobile mais un batboat issu du film Batman Forever.

## Galerie

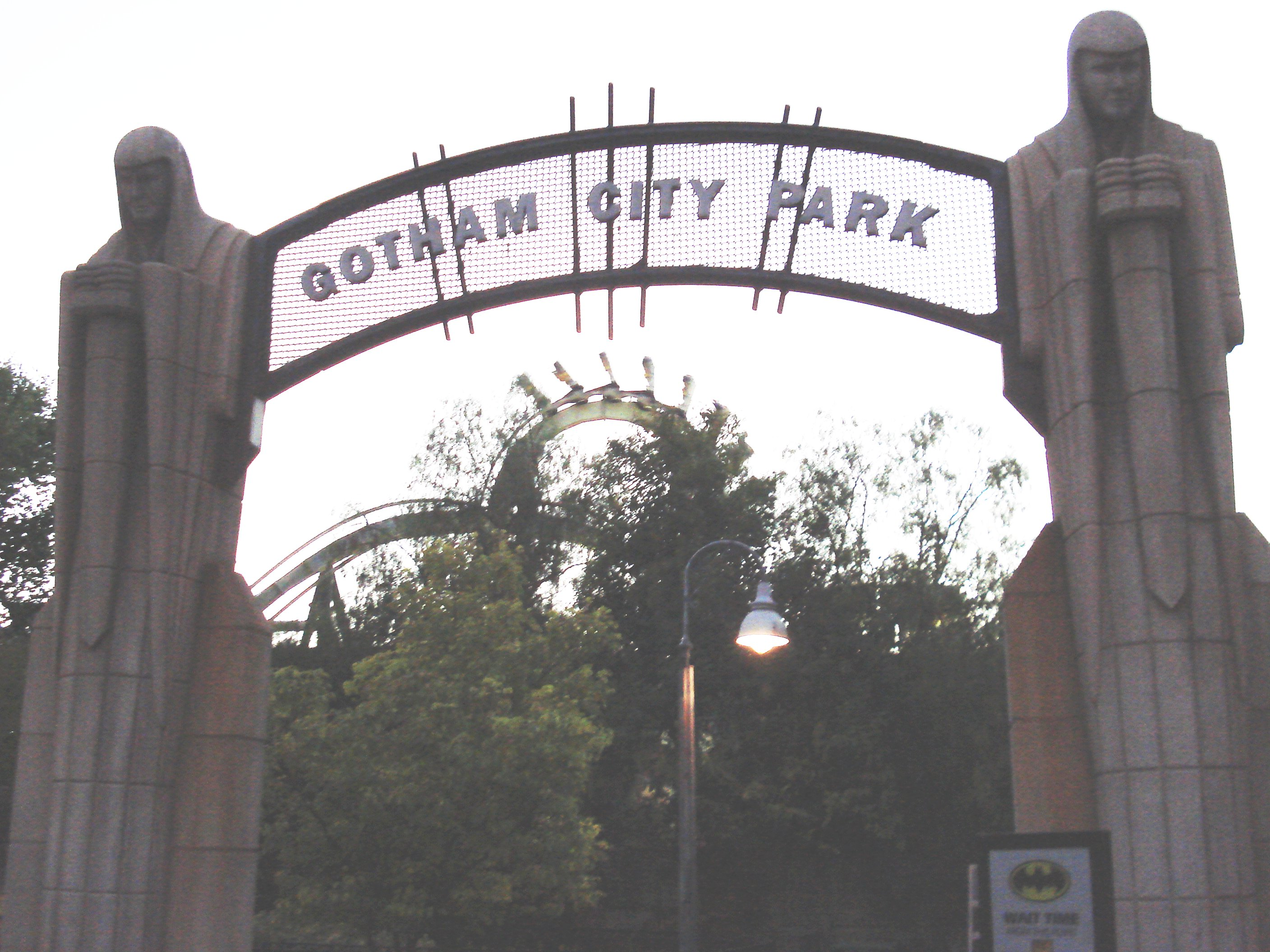
L'entrée de l'attraction à Six Flags Magic Mountain.
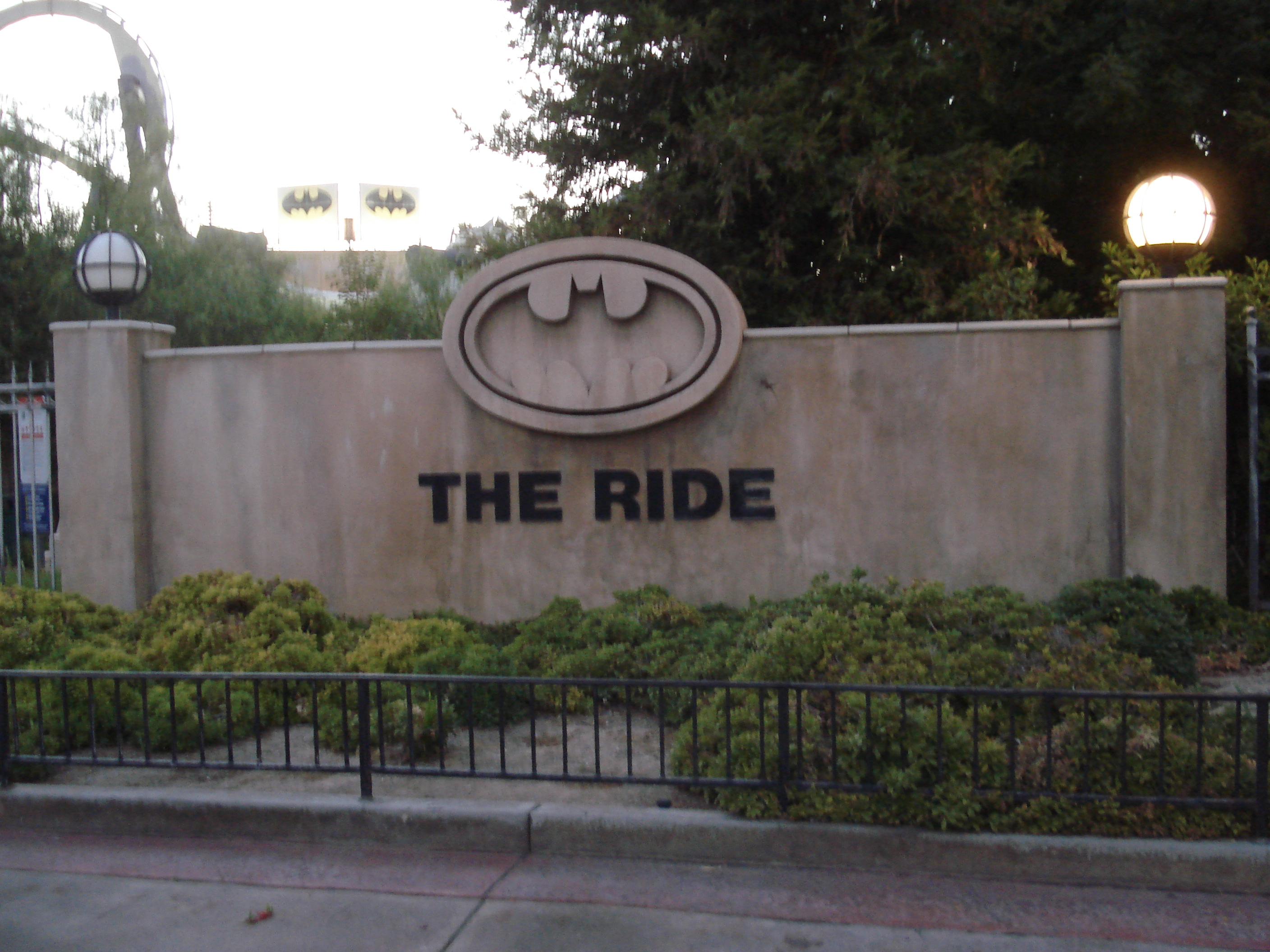
Le logo à Six Flags Magic Mountain.
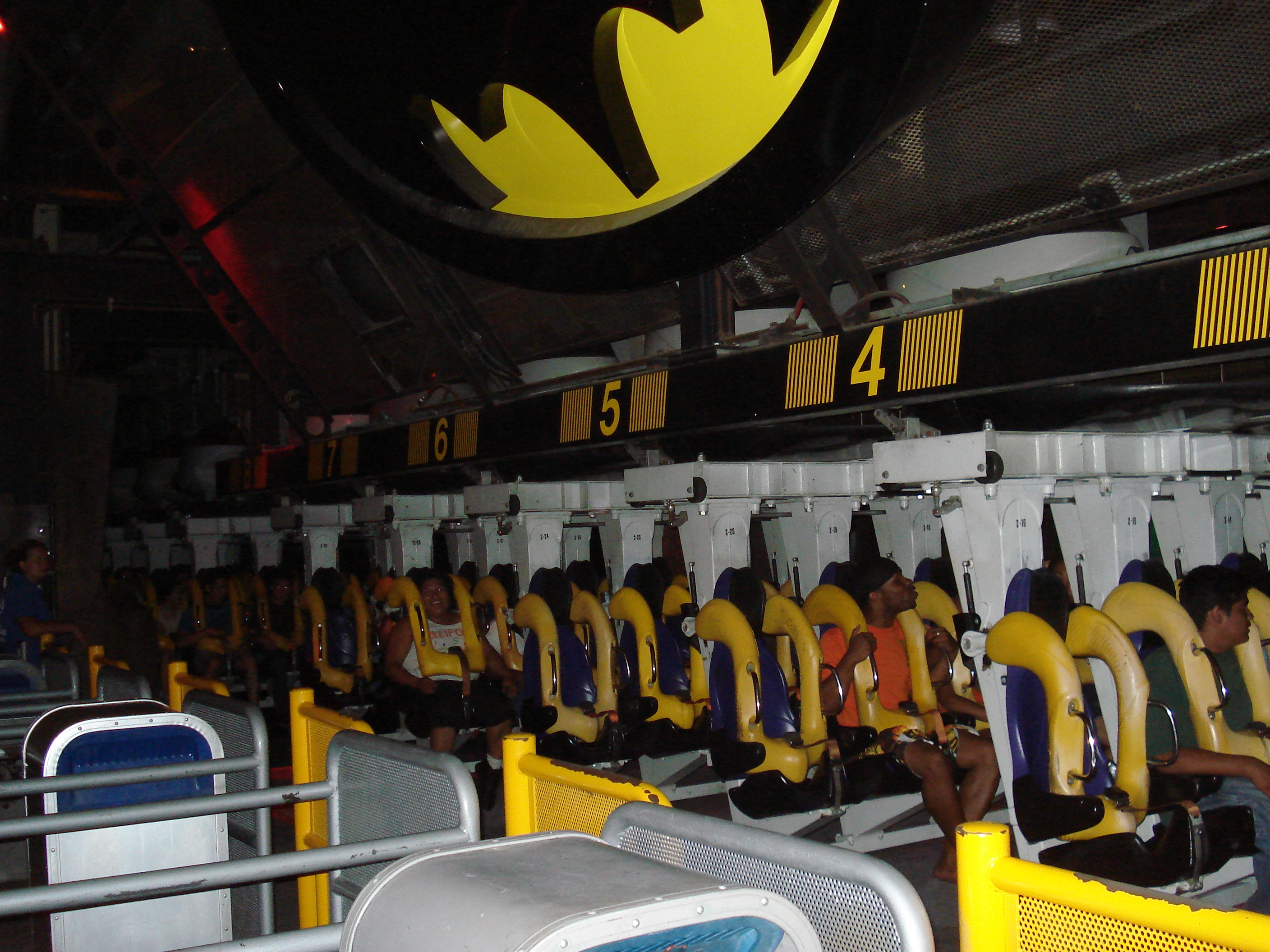
La gare à Six Flags Magic Mountain.